# Chase (televisieserie uit 2010)
Chase is een Amerikaanse politieserie over een arrestatieteam uit Houston, Texas. Chase werd van 20 september 2010 tot 21 mei 2011 uitgezonden door NBC. Jerry Bruckheimer en Johnson waren de uitvoerend producenten. Op 19 oktober 2010 koos NBC ervoor om het eerste seizoen van 22 tot 18 afleveringen in te korten. Er volgt van Chase geen tweede seizoen.

## Verhaal
Chase volgt het leven van de Amerikaanse ondersheriff Annie Frost (Kelli Giddish) en haar US Marshalls-team in Zuid-Texas. Het team jaagt op gevaarlijke criminelen die meerdere moorden op hun geweten hebben.

## Rolverdeling
- Kelli Giddish als Annie Nolan Frost
- Cole Hauser als Jimmy Godfrey
- Amaury Nolasco als Marco Martinez
- Rose Rollins als Daisy Ogbaa
- Jesse Metcalfe als Luke Watson

## Buitenland
Op 26 juli 2010 kocht de Engelse zender Sky Living de uitzendrechten. De serie zal voor de Engelse markt een nieuwe titel krijgen en zal uitgezonden worden tijdens de zomer van 2011.

## Afleveringen
| Nr. | Titel                | Uitzenddatum VS   | Productiecode |  |
| --- | -------------------- | ----------------- | ------------- |  |
| 1   | Pilot                | 20 september 2010 | 296770        |  |
| 2   | Repo                 | 27 september 2010 | 2J5503        |  |
| 3   | The Comeback Kid     | 4 oktober 2010    | 2J5505        |  |
| 4   | Paranoia             | 11 oktober 2010   | 2J5506        |  |
| 5   | Above the law        | 18 oktober 2010   | 2J5504        |  |
| 6   | Havoc                | 25 oktober 2010   | 2J5507        |  |
| 7   | The Posse            | 8 november 2010   | 2J5508        |  |
| 8   | The Longest Night    | 15 november 2010  | 2J5509        |  |
| 9   | Crazy Love           | 22 november 2010  | 2J5510        |  |
| 10  | Under the Radar      | 29 november 2010  | 2J5502        |  |
| 11  | Betrayed             | 6 december 2010   | 2J5511        |  |
| 12  | Narco, part 1        | 19 januari 2011   | 2J5512        |  |
| 13  | Narco, part 2        | 26 januari 2011   | 2J5513        |  |
| 14  | Father Figure        | 23 april 2011     | 2J5514        |  |
| 15  | Seven years          | 30 april 2011     | 2J5515        |  |
| 16  | Roundup              | 7 mei 2011        | 2J5516        |  |
| 17  | The man at the altar | 14 mei 2011       | 2J5517        |  |
| 18  | Annie                | 21 mei 2011       | 2J5518        |  |